# Тао Сыцзюй
Тао Сыцзю́й (кит. упр. 陶驷驹, пиньинь Táo Sìjū, апрель 1935, Цзинцзян, провинция Цзянсу, Китайская Республика — 18 апреля 2016, Пекин, КНР.) — китайский государственный деятель, министр общественной безопасности КНР (1990—1998).

## Биография
Родился в провинции Цзянсу, окончил в 1959 году Китайский университет международных отношений.
Через год после поступления в 1950 г. в Шанхайский текстильный техникум (позднее — Университет Дунхуа) был переведён в Народный общественный университет безопасности. В 1959 году успешно окончил Китайский университет международных отношений по специальности «английский язык».
До 1968 года работал в Министерстве общественной безопасности, в годы «Культурной революции» подвергся «чистке» и отправлен на «перевоспитание» в седьмую кадетскую школу.
В октябре 1975 года был реабилитирован, работал сначала в Китайской академии наук, затем в качестве секретаря генерала Ло Жуйцина. В июле 1983 года был назначен заместителем министра общественной безопасности.
В 1990—1998 годах занимал должность министра общественной безопасности КНР. Получил известность благодаря введению единого номера «110», по которому можно было сообщить о преступлениях в крупных городах страны. Упростил систему званий в органах правопорядка. На период его руководства министерством пришлось возвращения суверенитета КНР над Гонконгом, в связи с чем Тао Сыцзюй занимался борьбой с гонконгскими триадами. Ему принадлежит изречение: «Члены триад — не всегда бандиты. Пока они являются патриотами, заинтересованными в поддержании процветания Гонконга, мы должны уважать их».
Тао Сыцзюй был членом ЦК КПК 14-го и 15-го созывов (1992—2002). До 2009 года оставался депутатом Всекитайского собрания народных представителей.